# Ecnomiohyla salvaje
Ecnomiohyla salvaje är en groddjursart som först beskrevs av Wilson, McCranie och Williams 1985.  Ecnomiohyla salvaje ingår i släktet Ecnomiohyla och familjen lövgrodor. IUCN kategoriserar arten globalt som akut hotad. Inga underarter finns listade i Catalogue of Life.